# ارتش چهلم (ارتش سرخ)
لشکر چهلم (به روسی: 40-я армия) از لشکرهای زرهی ارتش سرخ اتحاد جماهیر شوروی سوسیالیستی بود. لشکر چهلم، نقش مهم نظامی در جنگ جهانی دوم و جنگ شوروی در افغانستان داشت.

## اشغال افغانستان
در تاریخ ۶ جدی (دی‌ماه) ۱۳۵۸، با حمله لشکر چهلم ارتش سرخ به افغانستان، جنگ شوروی در افغانستان رسماً آغاز شد. پنتاگون، تعداد سربازان لشکر ۴۰ام در افغانستان را حدود ۱۰۵ هزار برآورد کرده بود. مجاهدین افغان حدود ده سال علیه ارتش چهلم در نقاط مختلف افغانستان جنگیدند.